# Zheng Xiaoying
Zheng Xiaoying (1929) staat bekend als de eerste Chinese dirigente.

## Biografie
Zheng ontwikkelde haar liefde voor muziek als 18-jarige aan de Jingling Women's University in Nanking. In 1947 sloot zij zich aan bij de Chinese Burgeroorlog. Ze kwam terecht in een zang- en dansgroep in de provincie Henan en begon daar te dirigeren. Pas in de vijftiger jaren kreeg zij aan het Centraal Muziekconservatorium in Peking les om te dirigeren. Ze was de enige vrouwelijke studente in haar klas.
In 1993 richtte zij het Ai Yue Nu Filharmonisch Orkest op dat uit alleen vrouwen bestond. Ze reisden veel. In 1995 speelden zij op de vierde Wereld Vrouwen Conferentie in Peking.
In 1998 was ze nog hoofddirigent van de China's Central Opera Theater en hoofd van de dirigentenafdeling van het Centraal Muziekconservatorium. Huang Tiwen was haar eerste violist. 
Na haar pensionering werd zij gevraagd naar Xiamen terug te keren en daar het Filharmonisch Orkest van Xiamen op te richten. Ze heeft met het orkest veel buitenlandse reizen gemaakt, waarbij altijd ook een Chinese symfonie op het programma stond. 